# Psychogrotesque
Psychogrotesque – piąty album studyjny włoskiej grupy muzycznej Aborym. Wydawnictwo ukazało się 8 listopada 2010 roku nakładem wytwórni muzycznej Season of Mist. Nagrania zostały zarejestrowane, zmiksowane i poddane masteringowi w Fear No One Studio pomiędzy lutym a sierpniem 2010 roku. Dodatkowe ślady zarejestrowano w Caliban Studios w Oslo w Norwegii oraz w 1275 Home Studio w Berkeley w Kalofonii w USA. Z kolei konsultacje odbyły się w Eastside Sound Studios w Nowym Jorku. Na płycie zostały wykorzystane fragmenty dzieła Les Chants de Maldoror (pol. Pieśni Maldorora) francuskiego poety Comte de Lautréamonta.

## Lista utworów
Opracowano na podstawie materiału źródłowego.
| Nr  | Tytuł utworu                               | Długość |
| --- | ------------------------------------------ | ------- |
| 1.  | „Psychogrotesque I” (utwór instrumentalny) | 01:56   |
| 2.  | „Psychogrotesque II”                       | 05:03   |
| 3.  | „Psychogrotesque III”                      | 04:05   |
| 4.  | „Psychogrotesque IV”                       | 04:36   |
| 5.  | „Psychogrotesque V”                        | 05:40   |
| 6.  | „Psychogrotesque VI”                       | 06:14   |
| 7.  | „Psychogrotesque VII”                      | 05:12   |
| 8.  | „Psychogrotesque VIII”                     | 02:30   |
| 9.  | „Psychogrotesque IX”                       | 02:48   |
| 10. | „Psychogrotesque X”                        | 08:43   |
|     |                                            | 46:47   |

## Twórcy
Opracowano na podstawie materiału źródłowego.

- Malfeitor Fabban - wokal, gitara basowa, instrumenty klawiszowe, oprawa graficzna, produkcja
- Paolo "Hell-I0-Kabbalus" Pieri - gitara rytmiczna, gitara prowadząca, instrumenty klawiszowe
- Bård "Faust" Eithun - perkusja
- Karyn Crisis - wokal wspierający (utwory 3, 6, 10)
- Davide Tiso - realizacja nagrań, gitara prowadząca, gitara rytmiczna (utwory 2, 8, 10)
- Richard K. Szabo - elektronika (utwór 9)
- Marc Urselli - konsultacje, beat (utwór 9)
- Emiliano Natali - inżynieria dźwięku, miksowanie, mastering, gitara basowa, wokal, gitara prowadząca (utwór 2)
- Pete Michael Kolstad Vegem - gitara prowadząca (utwór 10)
- Giulio Moschini - gitara prowadząca (utwór 10)
- Narchost - sample (utwór 5)
- Marcello Balena - saksofon (utwory 5,6)
- Walt Westinghouse - realizacja nagrań
- Ruben Willem - realizacja nagrań
- Alessandra Paolelli - konsultacje historyczne i socjologiczne
- Bianca Soellner - tłumaczenia
- Leonardo Breccola - zdjęcia